# Shalrie Joseph
Shalrie Jamal Joseph (* 24. Mai 1978 in St. George’s), oder kurz Shalrie Joseph, ist ein ehemaliger grenadischer Fußballspieler auf der Position des Defensiven Mittelfelds. Er war zuletzt für die Boston Bolts und die Grenadische Fußballnationalmannschaft aktiv.

## Karriere

### Verein
Als Jugendlicher übersiedelte er mit seiner Familie in die USA und wuchs dort im New Yorker Stadtbezirk Brooklyn auf. 1999 schloss er sein Studium am Bryant & Stratton College ab. Anschließend folgte ein Studium an der St. John’s University, wo Joseph den Kader der Universitätsmannschaft angehörte. Joseph wurde 2002 im Draft der Major League Soccer von New England Revolution ausgewählt. Jedoch suchte er zunächst vergeblich nach einem Klub außerhalb der USA. Daher beschloss er, für die New York Freedoms zu spielen, ehe er sich 2003 endgültig der Mannschaft von New England Revolution anschloss.
Im Kader schaffte er rasch den Durchbruch und galt als einer der talentiertesten defensiven Mittelfeldspieler der Liga. Ab 2005 war er Mannschaftskapitän und wurde am Ende der Saison in die MLS Best XI gewählt. Zwei Jahre später gewann er an der Seite von Michael Parkhurst, Avery John und Torjäger Taylor Twellman mit den U.S. Open Cup seinen einzigen Vereinstitel der Karriere. Nach neun Jahren wechselte Joseph im August 2012 innerhalb der Liga zu CD Chivas USA, verließ den Verein aber bereits nach einem Jahr wieder und schloss sich den Ligakonkurrenten Seattle Sounders FC an. 2014 kehrte er zu seinem ehemaligen Verein New England Revolution zurück, blieb jedoch ohne Einsatz. Anschließend ließ er seine aktive Karriere im Kader der Boston Bolts ausklingen. Mit 261 Pflichtspieleinsätzen ist er Rekordspieler des Vereins New England Revolution.

### Nationalmannschaft
Sein Debüt für die Grenadische Fußballnationalmannschaft gab Joseph am 12. März 2001 im Freundschaftsspiel gegen die Auswahl von Dominica (8:3). In dieser Partie erzielte er auch sein erstes Länderspieltor für die Spice Boyz. Er nahm an Qualifikationsspielen zur Fußball-Weltmeisterschaft (2006, 2010) und zum Gold Cup (2003, 2005) teil, konnte jedoch keine nennenswerten Erfolge erzielen. Seinen letzten Einsatz im Trikot der grenadischen Fußballnationalmannschaft absolvierte Joseph am 21. Juni 2008, im Rahmen der Qualifikationsspielen zur Fußball-Weltmeisterschaft 2010, gegen die Auswahl von Costa Rica (3:0).

### Trainer
Nach seiner aktiven Karriere als Fußballer war Joseph in den Jahren 2018 bis 2020 Trainer der grenadischen Fußballnationalmannschaft. Unter seiner Leitung blieben die Spice Boyz in 8 aufeinanderfolgenden Länderspielen im Zeitraum von November 2018 bis November 2019 ungeschlagen. Im März 2020 kehrte er in die Vereinigten Staaten zurück und übernahm bei seinem ehemaligen Verein New England Revolution zunächst den Trainerposten an der Jugendakademie. Seit 2022 ist er neben Dave van den Bergh und Richie Williams Assistenztrainer unter Cheftrainer Bruce Arena.

### Erfolge
Verein
- U.S. Open Cup: 2007